# Allpolnische Jugend
Die Allpolnische Jugend (Młodzież Wszechpolska) ist eine Jugendorganisation in Polen, die sich auf die Traditionen des Studentenbund Allpolnische Jugend (Związek Akademicki Młodzież Wszechpolska) beruft. Sie fordert einen einheitlichen, nationalen und rein katholischen Staat und lehnt den liberalen, pluralistischen Verfassungsstaat westlicher Prägung ab. Bis 2007 war sie die Jugendorganisation der Liga Polskich Rodzin (LPR).

## Geschichte

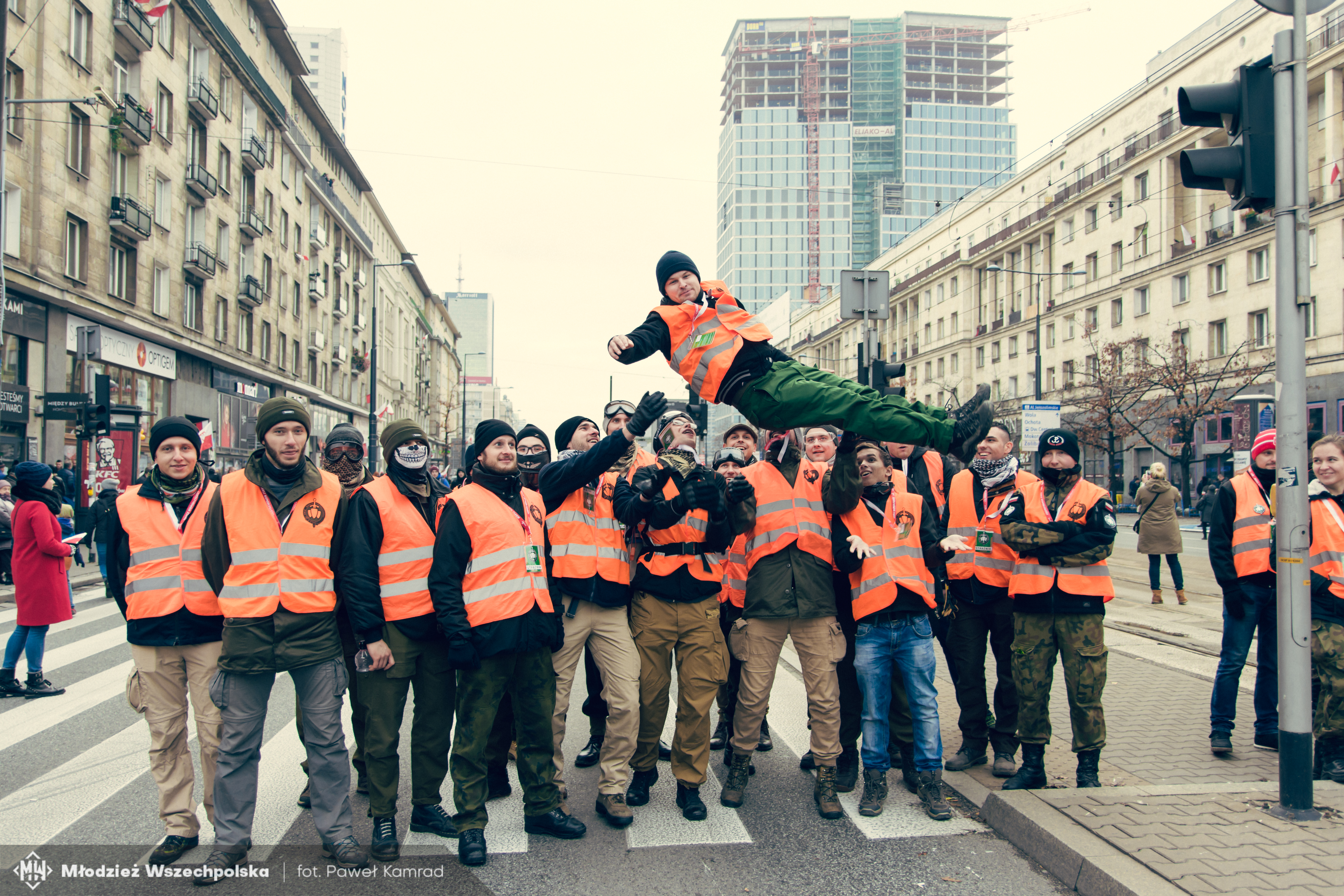
Unabhängigkeitsmarschwache

### Entstehungsgeschichte
Die Reaktivierung der Allpolnischen Jugend fand dank des von Roman Giertych herausgegebenen Journals „Młodzież Wszechpolska“ im Jahr 1988 statt. Dort waren die Schriften von Autoren des Vorkriegsnationalismus nachgedruckt und die Zeitschrift „Gimnazjalista“ die sich an jungen Leuten richtete. Der Kongress zur Reaktivierung des Vereins fand am 2. Dezember im Collegium Novum in Posen statt. Die Reaktivierung erfolgte aufgrund von Vertreibung aus dem öffentlichen Leben der Katholischen Ethik und Bedrohung der Unabhängigkeit des Vaterlandes. Das Treffen begann mit der Verlesung eines Briefes des Patron Jacek Nikischa, der der Vizepräsident der Organisation in den Jahren 1930 bis 1931 war. Auf dem Kongress wurde eine Erklärung verabschiedet, in der die Bedeutung der katholischen Ethik hervorgehoben wurde, die Wirtschaft auf Privateigentum stützen und Aussetzung des Erwerbs von nationalem Eigentum durch ausländisches Kapital, Verwurzelung in der lateinischen Zivilisation und zuletzt der Bedrohung durch Deutschland entgegenzuwirken. Auf dem Kongress wurde Roman Giertych zum Präsidenten der Organisation gewählt.

### 1989–2000
Nach 1989 begannen die Strukturen der Allpolnischen Jugend zu erweitern. Am 30. und 31. Mai 1992 wurde in Posen der Weltkongress der Allpolnischen Jugend organisiert, um den 70. Jahrestag der Organisation zu feiern. Während der Konferenz wurden mehrere Vorträge zu den Themen Kirche, Nation und Staat gehalten.
Die Organisation nahm vor den Parlamentswahlen 1997 an der Kampagne des „Blok dla Polski“ teil und kritisierte dabei die Koalition aus Akcja Wyborcza Solidarność und Unia Wolności. Die Allpolnische Jugend protestierte nach gegen den ihrer Meinung illegalen Verkauf polnischen Landes und die unfaire Privatisierung. Sie war einer der Initiatoren der Vereinigung vieler nationaler Parteien zu einer „Nationale Partei“, sie am 19. April 1999 in Warschau stattfand.

### 2001–2006
Nachdem die Liga Polskich Rodzin gegründet worden war, unterstützte sie die Allpolnische Jugend und begann mit ihr zusammenzuarbeiten. Im Jahr 2002 fand anlässlich des 80. Jahrestages der Organisation in der Sejm Column Hall eine Tagung statt, auf der eine neue Deklaration der Ideen angenommen wurde, und Piotr Ślusarczyk wurde zum neuen Präsidenten gewählt. Bei den Selbstverwaltungswahlen erhielten die Aktivisten der Organisation Sitze in Stadträten.
Im Jahr 2003 Streikposteten die Allpolnische Jugend und Liga der polnischen Familien gegen das Schiff von Langenort, in dem die Besatzung die Abtreibung erleichterte, wenn es Gründe gab, die nach polnischem Recht nicht zulässig waren. Die Demonstranten versuchten, den Hafen in Władysławowo zu blockieren.
Am Nationalen Unabhängigkeitstag in Warschau fand unter dem Motto „Die Rolle der nationalen Bewegung bei der Wiedererlangung der Unabhängigkeit“ eine feierliche Konferenz statt, und nach seiner Fertigstellung marschierten mehrere hundert Menschen durch die Straßen der Hauptstadt. Die Konferenz war Teil des Lagers, welches in Falenica stattgefunden hat. Die Adler-Akademie wurde gegründet, die die Allpolnische Jugend auf die Teilnahme am sozialen und politischen Leben des Landes vorbereitete.
Während des Referendums über den Beitritt zur Europäischen Union hat die Allpolnische Jugend den Beitritt zur EU kritisiert und forderte die Menschen auf, gegen den Beitritt zu stimmen. Am 1. Mai 2004 war sie Mitorganisatorin des Unabhängigkeitsmarsches. Im Jahr 2004 wurde Radosław Parda zum Präsidenten gewählt. Bei den Wahlen zum Europäischen Parlament 2004 gewannen mehrere ihrer damaligen und ehemaligen Mitglieder Mandate (darunter Wojciech Wierzejski und Sylwester Chruszcz).
Im Jahr 2005 organisierte Allpolnische Jugend zusammen mit der Liga Polskich Rodzin und dem Nationalradikalen Lager den Marsch der Normalität in Warschau, die von 2.000 Menschen besucht wurde. Es wurde als legale Gegendemonstration zur Pride-Parade organisiert. Während des Marsches betonten die Organisatoren ihre Ablehnung der Forderungen der LGBT-Community, und Wojciech Wierzejski kündigt das Verbot von „lesbisch-schwulen Organisationen“ an.
Bei den Parlamentswahlen 2005 unterstützte die Allpolnische Jugend Liga Polskich Rodzin, aus ihrer Wahllisten hat auch Allpolnische Jugend kandidiert. Mitglieder des Parlaments wurden neben Roman Giertych gewählt: Wojciech Wierzejski, Piotr Ślusarczyk, Radosław Parda, Krzysztof Bosak, Bogusław Sobczak, Szymon Pawłowski, Rafał Wiechecki, Daniel Pawłowiec, Przemysław Andrejuk, Marek Kawa und Arnold Masin.
Im Dezember 2006 gab die Führung der LPR bekannt, dass sie die Verbindung zur Allpolnischen Jugend abbricht und beschloss eine neue Jugendorganisation zu gründen, die „Junge LPR-Bewegung“. Die Entscheidung von Roman Giertych wurde motiviert durch Presseberichte von Dziennik über eine Feier, an der die Allpolnische Jugend teilnahm und welche von Neonazis veranstaltet worden sein sollte, später stellte sich heraus, dass die Allpolnischer Jugend nicht beteiligt war.

### Seit 2006
Seit 2006 organisiert der Verein jedes Jahr die soziale Kampagne „Ich liebe Polen“. Ende 2006 wurden neue Leitungsgremien des Vereins unter der Leitung von Konrad Bonisławski gewählt. In den Jahren 2008 und 2009 wurden gemeinsam mit dem Nationalradikalen Lager Proteste gegen den Vertrag von Lissabon organisiert. 2009 feierte die Allpolnische Jugend in Krakau den 20. Jahrestag ihrer Reaktivierung. Im Frühjahr 2009 wurde Robert Winnicki zum Präsidenten der Organisation gewählt. Im November 2010 organisierte sie zusammen mit dem Nationalradikales Lager den ersten Unabhängigkeitsmarsch. 2012 lehnte die Organisation das ACTA-Abkommen ab und beteiligte sich an Protesten gegen den Vertrag.
Am 8. Juni 2013 fand in Warschau der Gründungskongress der Ruch Narodowy statt. Zu dieser Zeit wurde die Neun-Punkte-Deklaration der Ideen angekündigt, die unter anderem von der Allpolnischen Jugend unterzeichnet wurde. 2014 organisierte der Verein die erste Pilgerreise nach Jasna Góra. Während der Pilgerreise nach Jasna Góra 2016 wählte die Allpolnische Jugend den Heiligen Maximilian Kolbe als Schutzpatron. Die Pilger erneuerten auch damals ihre von nationalen und akademischen Kreisen in 1936 geleisteten Gelübde.
Im Juni 2014, nach Ausbruch des Abhöraffäre, organisierte die Allpolnische Jugend zusammen mit der Ruch Narodowy und dem Nationalradikalen Lager Demonstrationen, bei denen sie den Rücktritt der Regierung von Donald Tusk forderte.
Im März 2015 wurde Adam Andruszkiewicz während eines Kongresses in Tschenstochau zum Präsidenten gewählt. Während der Flüchtlingskrise 2015 organisierte oder mitorganisierte die Allpolnische Jugend Demonstrationen gegen die Aufnahme von Einwanderern aus Nordafrika und dem Mittlerer Osten im Rahmen des von der Europäischen Union vorgeschlagenen Umsiedlungsmechanismus.

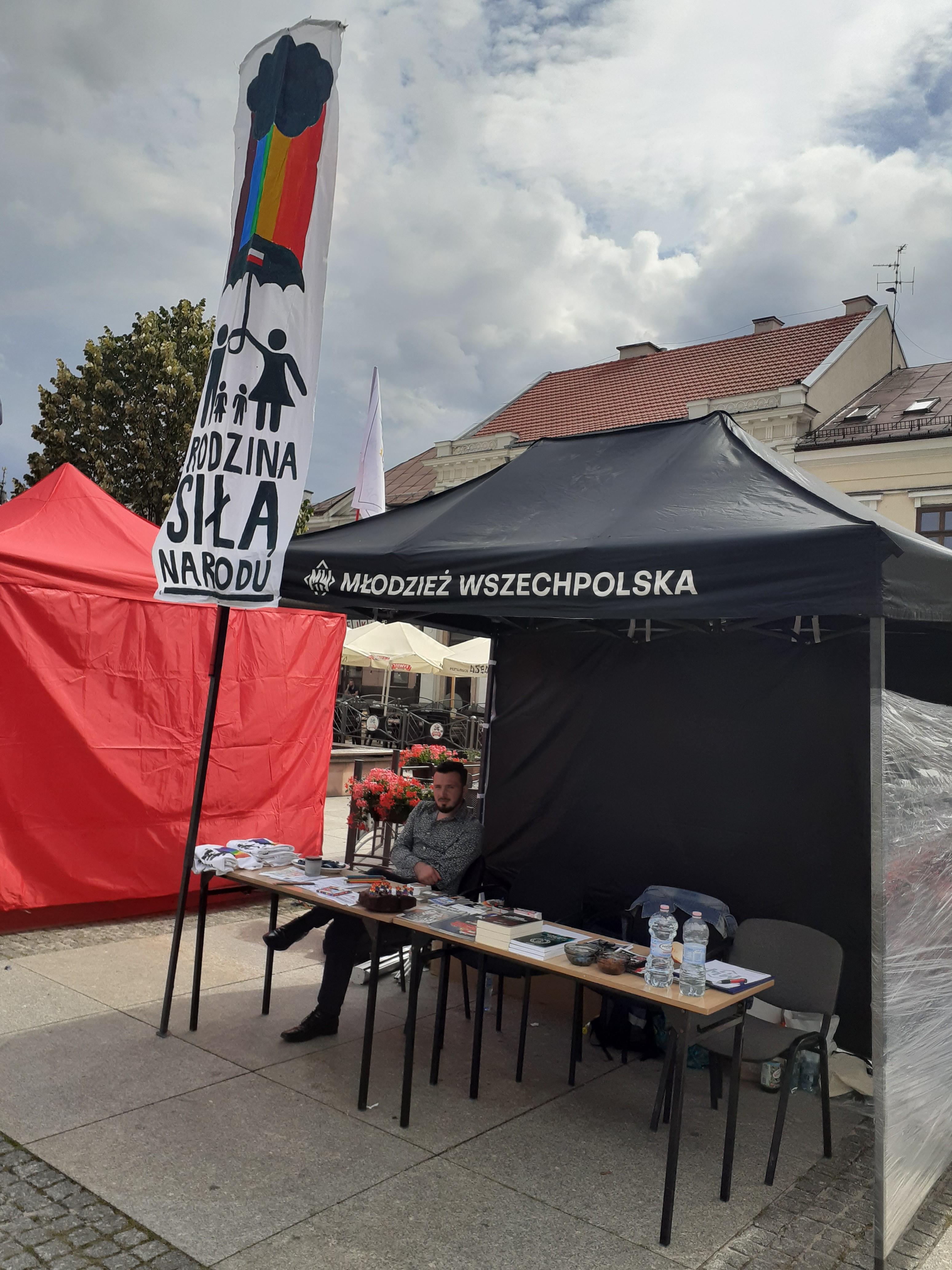
Allpolnische Jugend (Kielce, 2022)

Im Juli 2016 fand eine außerordentliche Tagung statt, bei der Bartosz Berk Präsident wurde. Im Juli 2017 stellte die Allpolnische Jugend elf Bürgermeistern der größten Städte Polens „politische Sterbeurkunden“ aus (darunter die Präsidentin von Danzig Paweł Adamowicz, die Präsidentin von Warschau, Hanna Gronkiewicz-Waltz, die Präsidentin von Lodz Hanna Zdanowska, den Präsidenten von Posen Jacek Jaśkowiak, den Präsidenten von Krakau Jacek Majchrowski und der Präsident von Breslau, Rafał Dutkiewicz). Die Staatsanwaltschaft des Bezirks Danzig-Śródmieście in Danzig hat bei dieser Aktion keine Anzeichen eines Verbrechens festgestellt. Im Dezember 2017 fand eine Tagung statt, auf der ein neues Statut angenommen wurde.
Im Jahr 2018 wurde Ziemowit Przebitkowski während eines Kongresses in Kłobuck zum Präsidenten der Organisation gewählt.
Im Jahr 2019 hat die Organisation in der Verteidigung von Zygmunt Szendzielarz, Pseudonym „Łupaszka“ beteiligt „Łupaszka“ als der Name seiner Straße von Stadträten in Białystok geändert wurde. Im Dezember 2019 organisierte sie eine Tagung zum 30. Jahrestag der Reaktivierung der Organisation.
Am 15. August 2020 wurde Ziemowit Przebitkowski während des Konvents in Warschau zum Präsidenten der Organisation wiedergewählt. Am selben Tag organisierte die Allpolnische Jugend den Siegesmarsch anlässlich des 100. Jahrestages der Schlacht von Warschau. Am 16. August 2020 organisierte die Allpolnische Jugend zusammen mit der Ruch Narodowy und der Vereinigung „Marsch der Unabhängigkeit“ eine Demonstration „Stopp LGBT Aggression“ am Haupttor der Universität Warschau, an der tausend Menschen teilnahmen. Während der Demonstration betonten die Organisatoren ihre Opposition gegen LGBT-Postulate und die Kulturrevolution. Die Organisatoren sammelten auch Unterschriften nach dem Gesetzesvorlage, der die Veranstaltung von Gleichstellungsmärschen verbietet.

## Programmatik

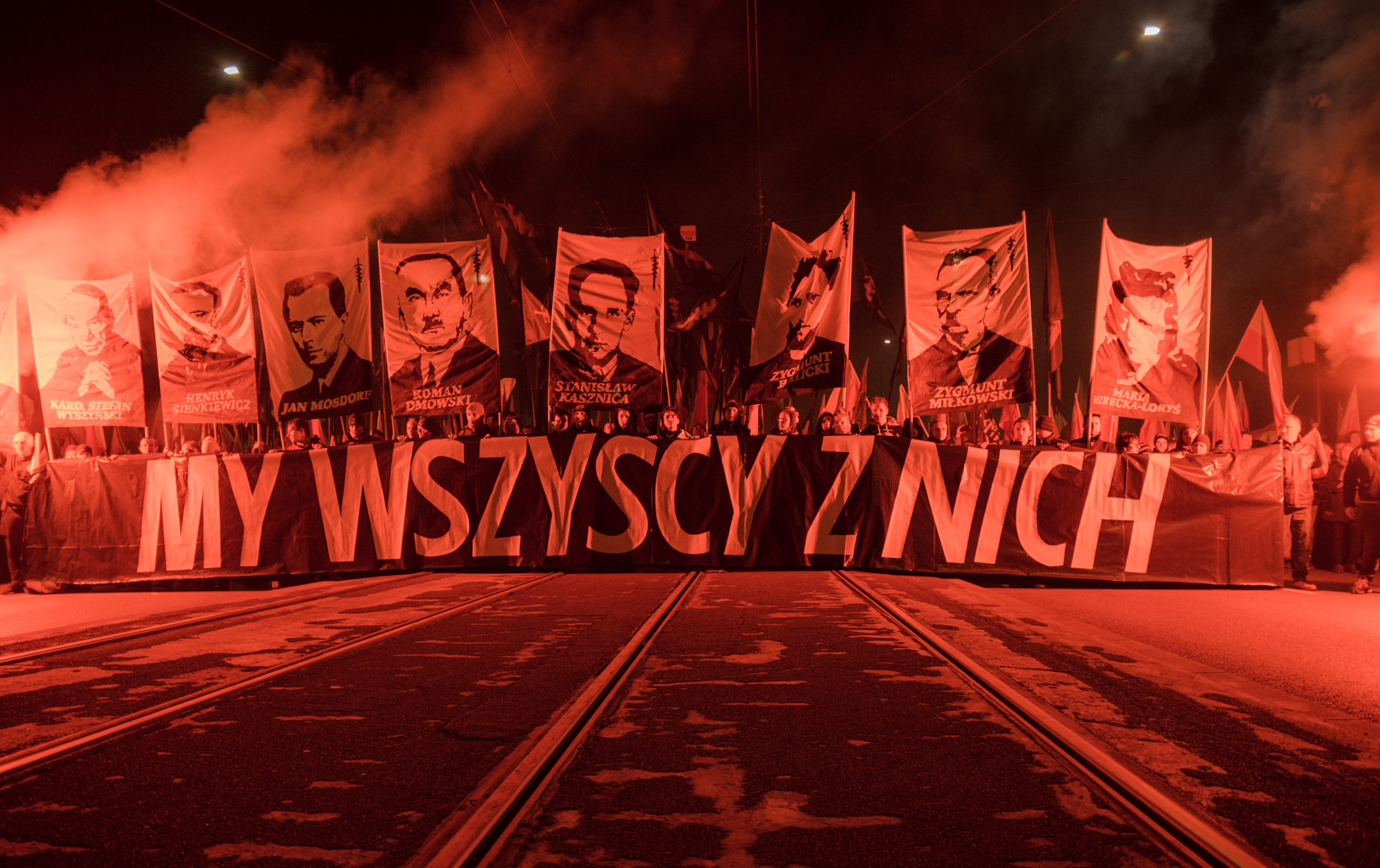
Allpolnische Jugend während Unabhängigkeitsmarsch

Allpolnische Jugend ist eine nationale katholische Organisation. Sie erkennt Gott als den höchsten universellen Wert an und sieht die katholische Kirche als Erzieherin der Nation und als Weg zur Heiligkeit. Die Allpolnische Jugend betont ihren Respekt vor der Kirche und ihrem rechtmäßigen Platz im Staat. Nach der Deklaration von 1989 soll die katholische Ethik sowohl im privaten als auch im öffentlichen Leben gelten. Die Organisation unterstützt den Aufbau des katholischen Staates der polnischen Nation, der zu einer Säule der lateinischen Zivilisation werden soll. Die Nation, eine Gemeinschaft aus Glauben, Geschichte, Kultur, Land, Sprache und Bräuchen, wird von der Allpolnischen Jugend als der höchste zeitliche Wert anerkannt.
Nach Angaben der Organisation ist der Staat eine notwendige Form der politischen Organisation der Nation, die ständige Pflege für ihre Entwicklung erfordert. Nach ihrer Auffassung ist die Familie eine Gemeinschaft des Glaubens und des Blutes, sie soll die Hauptstütze der Traditionen und Bräuche sein. Die Familie sollte vor moralischen Bedrohungen geschützt werden. Allpolnische Jugend fordert materielle und spirituelle Unterstützung für Familien. Kultur soll „der geistige Grund für das nationale Leben und der Beweis für den Vorrang des Geistes vor der Materie“ sein. Sie fordern Fürsorge und Unterstützung für sie.
Die Organisation ist gegen „Lehren der Gesetzlosigkeit“, des Liberalismus und des Relativismus. Die Organisation lehnt die Europäische Union ab. Sie unterstützt die nationale Solidarität und lehnt den Klassenkampf ab. In der Wirtschaft setzt er sich für Privateigentum ein und lehnt den Kauf von nationalem Vermögen durch ausländisches Kapital ab.

## Aktivität

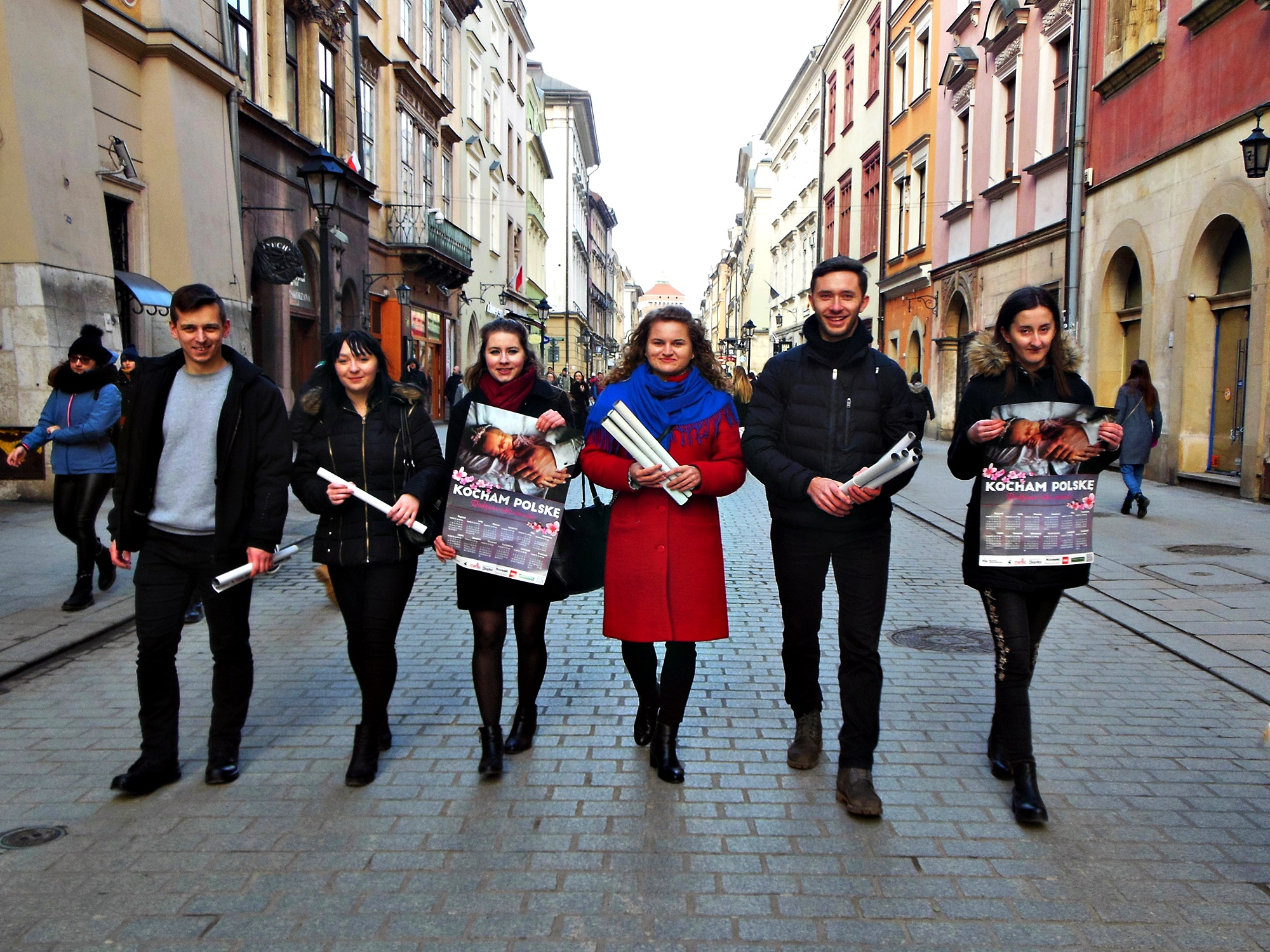
Kampagne „Ich liebe Polen“

Die Allpolnische Jugend ist laut Statut eine gesellschaftliche Organisation mit ideologischem und pädagogischem Charakter, die in ganz Polen tätig ist und Schüler und akademische Jugendliche versammelt. Ihr Ziel ist es, ihre Mitglieder im Geiste nationaler und katholischer Werte zu erziehen.
Die Allpolnische Jugend ist der Organisator oder Mitorganisator vieler regelmäßiger Aktionen, wie z.B:
- Unabhängigkeitsmarsch – eine Demonstration, die seit 2010 jedes Jahr stattfindet, um den Nationalen Unabhängigkeitstag zu feiern.[17]
- Gesellschaftliche Kampagne „Ich liebe Polen“ – eine gesellschaftliche Kampagne, die darauf abzielt, den modernen Patriotismus zu fördern, an das Jubiläum der Heimatarmee zu erinnern und den aktuellen Inhalt der Liebe zum Mutterland zu vermitteln.[18] Die Allpolnische Jugend glaubt, dass der Valentinstag zu einem kommerzialisierten Feiertag geworden ist, und beschloss daher, diesen Trend umzukehren und zu zeigen, dass die Liebe zur Heimat an diesem Tag am wichtigsten ist.[19]
- „Helfende Hand“ – eine Kampagne, die Studienanfängern hilft, Schwierigkeiten im Zusammenhang mit dem Beginn ihres Studiums zu überwinden
- „Kaufen Sie Polnisch“ – eine gesellschaftliche Kampagne, die normalerweise vor Weihnachten und Ostern organisiert wird. Ziel ist es, die Haltung des Verbraucherpatriotismus zu fördern und die Polen auf die Vorteile des Kaufs polnischer Produkte aufmerksam zu machen.[20]
- Streikposten „Im Namen der Damen“ – eine Demonstration, die anlässlich des Frauentags zusammen mit der Nationalen Organisation der Frauen organisiert wurde, um traditionelle Werte zu fördern, Sexualisierung des öffentlichen Lebens und Abtreibung zu bekämpfen.[21]

Die Allpolnische Jugend veröffentlicht die Zeitschrift „Wszechpolak“ und betreibt ein eigenes Informationsportal „Narodowcy.net“. Sie organisierte auch den Marsch der Tradition und Kultur als Opposition gegen LGBT-Organisationen und Demonstrationen. Darüber hinaus initiierte sie soziale Kampagnen: „Polnische Flagge im polnischen Haus“ und „Schulstreik“ (Protest gegen das begrenzte Programm des Geschichtsunterrichts an Schulen während der Regierungszeit von Donald Tusk).

## Vorsitzende
- Roman Giertych (1989–1994)
- Damian Pukacki (1994–1995)
- Dariusz Wasilewski (1995–1997)
- Piotr Sosiński (1997–1999)
- Wojciech Wierzejski (1999–2000)
- Maciej Twaróg (2000–2002)
- Piotr Ślusarczyk (2002–2004)
- Radosław Parda (2004–2005)
- Marcin Kubiński (2005)
- Krzysztof Bosak(2005)
- Konrad Bonisławski (2006–2009)
- Robert Winnicki (2009–2013)
- Tomasz Pałasz (2013–2015)
- Adam Andruszkiewicz (2015–2016)
- Bartosz Berk (2016–2018)
- Ziemowit Przebitkowski (2018–2022)
- Marcin Kowalski (2022–2024)
- Marcin Osowski (2024– )

## Nationalkatholischer Radikalismus
In ihrer Programm-Deklaration aus dem Jahre 1989 heißt es unter anderem: „Die Nation ist der höchste irdische Wert. Die erste Liebe, direkt nach der zu Gott, ist die zur Nation. Der erste Dienst, nach dem für Gott, ist der für die Nation.“ Im selben Dokument heißt es, man wolle sich „den Doktrinen der Willkür, des Liberalismus, der Toleranz und des Relativismus“ entgegenstellen.
Weite Teile der jungen Generation Polens sympathisieren offen mit politisch rechten Positionen. Seit 2010 organisiert die Allpolnische Jugend am 11. November – aus Anlass der wiedererlangten Unabhängigkeit Polens – den Marsz Niepodległości (Unabhängigkeitsmarsch). Dieser Marsch ist zum „Kristallisationspunkt rechtsextremer Mobilisierung geworden“. Politischer Kern ist die Bewegung Ruch Narodowy. Die einzige Monographie über die Allpolnische Jugend in der Zweiten Republik stammt aus dem Umkreis dieser Bewegung, von Jacek Misztal, einem früheren Mitglied der Allpolnischen Jugend. Er versucht, die Geschichte der Allpolnischen Jugend „ins rechte Licht“ zu rücken, indem er deren Antisemitismus während der Zeit zwischen den beiden Weltkriegen als Antikommunismus interpretiert: „Um einer Verbreitung der kommunistischen Idee in der polnischen Gesellschaft vorzubeugen, riefen die Nationalen zur größtmöglichen Isolation der Juden auf.“
2015 demonstrierten in Warschau 35 000 Menschen unter dem Motto „Polen den Polen“, allen voran wieder die Allpolnische Jugend. Auch ungarische Rechtsradikale nahmen teil, es waren Parolen wie „Lieber Koteletts als Mohammed“ zu sehen. 2014 kam es bei dieser Gelegenheit zu Krawallen mit zahlreichen Verletzten und Festnahmen. Dieser „Marsch der Unabhängigkeit“ ist von der Allpolnischen Jugend gemeinsam mit dem nationalradikalen Lager veranstaltet worden. Auch 2013 gab es gewalttätige Ausschreitungen als eine Gruppe von Demonstranten ein Gebäude der russischen Botschaft angriff und eine Regenbogeninstallation vor der Erlöserkirche in Warschau in Brand gesteckt worden ist.
Im Oktober 2014 gab es im Babelsberger Karl-Liebknecht-Stadion Neonazi-Schmierereien. Anhänger des polnischen Fußball-Drittligisten Polonia Przemysl bekannten sich zu dieser Aktion. Es gab Anhaltspunkte dafür, dass sie der Allpolnischen Jugend nahestehen.

## Kritik
Der Allpolnische Jugend wird vorgeworfen, rechtsextremes Gedankengut zu verbreiten. Die Gegner der Organisation betonen, dass deren Mitglieder oftmals ihre ideologischen Ansichten mit (physischer) Gewalt durchzusetzen versuchen. Als Beispiel gelten kann Aktion der Allpolnischen Jugend während der Parada Równości (Gleichheitsparaden) in Warschau 2005 und 2006. Die friedliche Demonstration wurde durch Mitglieder der Allpolnischen Jugend mit Steinen, Flaschen und Eiern beworfen, wobei die Festgenommenen ihre Zugehörigkeit zur Organisation abstritten. Nach Berichten von Indymedia wurden zwei Personen mit Kopfverletzungen durch Steine ins Krankenhaus gebracht. Die Führer der Allpolnischen Jugend dementieren Vorwürfe, nach denen sie und ihre politischen Unterstützer Gewalt gegen sexuelle Minderheiten initiieren und unterstützt, während Wojciech Wierzejski bei Fernsehinterviews in Polen unter anderem legal tätigen Organisationen von Schwulen und Lesben mit deren Kriminalisierung droht.

## Sprachliche Mittel
Bei öffentlichen Debatten bedient sich die Allpolnische Jugend gegenüber den Gegnern ihrer Ideologie einer aggressiven, provozierenden und hasserfüllten Sprache – ein Beispiel sind ihre Bezeichnungen für Homosexuelle als „Schwuchteln“, „Perverse“, „Degenerierte“ und „Pädophile“. Diese Terminologie weicht von der anderer Gegner der Homosexuellen, wie z. B. der Regierungspartei „Prawo i Sprawiedliwość“ (Recht und Gerechtigkeit), ab. Diese aggressive Sprache der Allpolnischen Jugend kann man nicht nur in Interviews ihrer Mitglieder in den Medien hören, sondern auch auf ihrer Homepage nachlesen.

## Quelle
Dieser Artikel basiert auf einer Übersetzung aus der polnischen Wikipedia (Quelle: Młodzież Wszechpolska) und wurde redigiert und ergänzt.